# Nederlands Ereveld Mill Hill

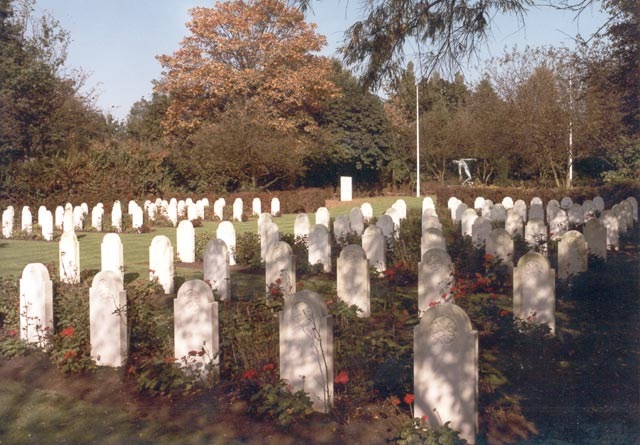
Nederlands Ereveld Mill Hill

Het Nederlands Ereveld Mill Hill is een ereveld in de Londense wijk Mill Hill.
Het ereveld telt 254 graven van Nederlandse soldaten en burgers in overheidsdienst die tijdens de Tweede Wereldoorlog omkwamen in Groot-Brittannië en Noord-Ierland. De slachtoffers zijn vooral militairen van de Koninklijke Marine en de Luchtmacht. Op het ereveld zijn twee gedenkstenen aangebracht met de namen van nogmaals 185 slachtoffers die niet konden worden overgebracht naar dit ereveld of waarvan geen grafplaats aan te wijzen is. Bij de ingang van het ereveld hangt een tweetalig bord met in het Engels en Nederlands achtergrondinformatie over de personen die er begraven liggen.
Op 8 oktober 2019 werd op het ereveld een jonge Canadese esdoorn geplant uit de paleistuin van Het Loo in Apeldoorn. Het betreft een loot van een uit Canada afkomstige boom, door prinses Juliana in 1946 aangeboden aan koningin Wilhelmina. De prinses liet twaalf esdoorns planten voor haar moeder, als herinnering aan haar (Juliana's) verblijf in Canada gedurende de bezetting. In 2018 is de laatste van de twaalf bomen zwaar gehavend in een storm, maar er waren toen al loten van getrokken.